# Леденьга (приток Нижней Кизьмы)
Леденьга — река в России, протекает по Харовскому району Вологодской области. Устье реки находится в 21 км от устья Нижней Кизьмы по левому берегу. Длина реки составляет 10 км.
Леденьга вытекает из болот на границе с Вожегодским районом к востоку от деревень Бугра и Сергозеро (Сельское поселение Азлецкое). Течёт по ненаселённому лесу на юго-восток, затем поворачивает на юго-запад. Впадает в Нижнюю Кизьму выше деревни Борисовская.

## Данные водного реестра
По данным государственного водного реестра России относится к Двинско-Печорскому бассейновому округу, водохозяйственный участок реки — озеро Кубенское и реки Сухона от истока до Кубенского гидроузла, речной подбассейн реки — Сухона. Речной бассейн реки — Северная Двина.
Код объекта в государственном водном реестре — 03020100112103000005979.